# Mabel Lost and Won
Mabel Lost and Won er en amerikansk stumfilm fra 1915 af Mack Sennett og Mabel Normand.

## Medvirkende
- Mabel Normand som Mabel.
- Owen Moore.
- Alice Davenport.
- Fontaine La Rue.
- Helen Carlyle.